# 우오자키역
우오자키역(일본어: 魚崎駅, うおざきえき)은 일본 효고현 고베시 히가시나다구에 있는 한신 전기철도와 고베 신교통의 역이다. 역 번호는 한신이 HS 23, 고베 신교통이 R02이다.

## 이용 가능 철도 노선
- 한신 전기철도
  - 본선
- 고베 신교통
  - 롯코 아일랜드 선

2개 역은 개찰 외의 보행자 데크로 연결되어 있다. 두 역간은 100m가량 떨어져 있다.

## 한신 전기철도
한신 역은 히가시나다 구 우오자키나카마치 4초메에 상대식 승강장 2면 2선의 구조이고 한신에서는 유일한 교상역이다. 전 영업 열차가 정차하지만, 분기기, 절대 신호가 없어 정류장으로 분류된다. 개찰구는 1개소 뿐, 남북 양쪽으로 출입구가 있다. 승강장으로 계단은 상하행선과도 각 1개소 있다. 승강장 유효 길이는 19m급 한신 차량 6량 편성 대응이었으나 2008년에 승강장의 연장 공사가 실시되고 21m급의 긴키 닛폰 철도 차량 6량에도 대응하고 있다. 계단 밑에 대합실이 있다. 개찰구와 출입구 및 승강장을 각각 연결하는 에스컬레이터(상행만)와 엘리베이터가 설치되어 있다. 다만, 북쪽 출입구에는 엘리베이터가 설치되지 않고, 남쪽 출입구의 엘리베이터로 지하층까지 내려간 뒤 승강장 밑의 통로를 거쳐 슬로프를 경유하여 역 북쪽으로 나온 경로이다.

### 승강장
| 1 | ■ 본선(상행) | 아마가사키・오사카 (우메다)・난바・나라 방면 |
| 2 | ■ 본선(하행) | 고베 (산노미야)・아카시・히메지 방면         |

- 2008년 10월 하순까지는, 직통특급의 정차역에도 불구하고 구내 방송은 소역용 고정 음성 유형인 채로 있었지만 LED식 안내 표시 장치의 사용 개시에 맞추어 구내 방송이 아시야 역과 같은 스타일로 상세 방송으로 갱신되었다.

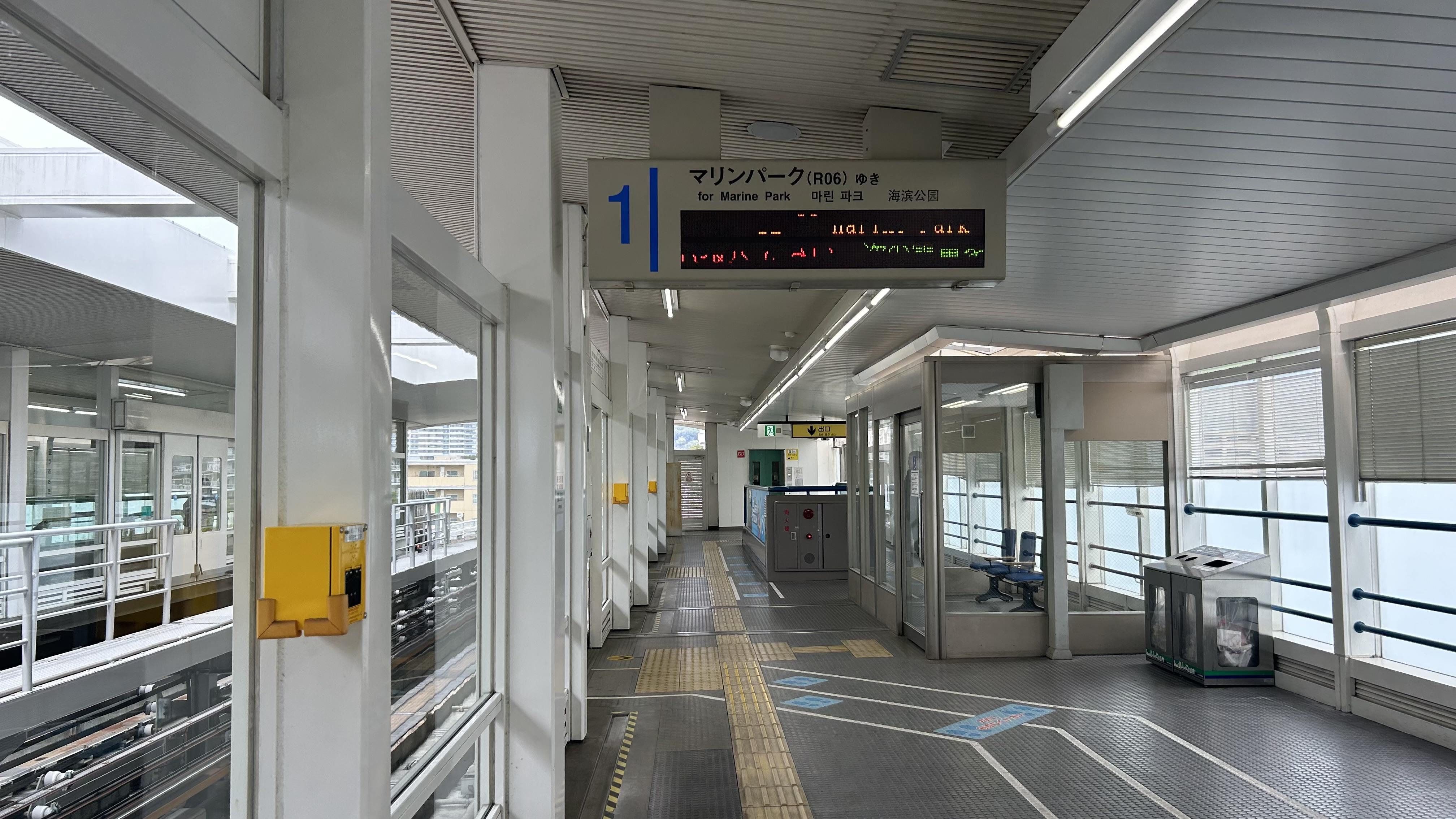
오랫동안 승강자 번호표는 설치되지 않았지만 2008년 10월 23일에 승강장 번호로 안내 표시 장치가 설치되어 동년 10월 30일에 공용을 개시했다. 이에 따라, 한신 본선 특급 정차역의 모든 것에 안내 표시 장치가 설치되었다.
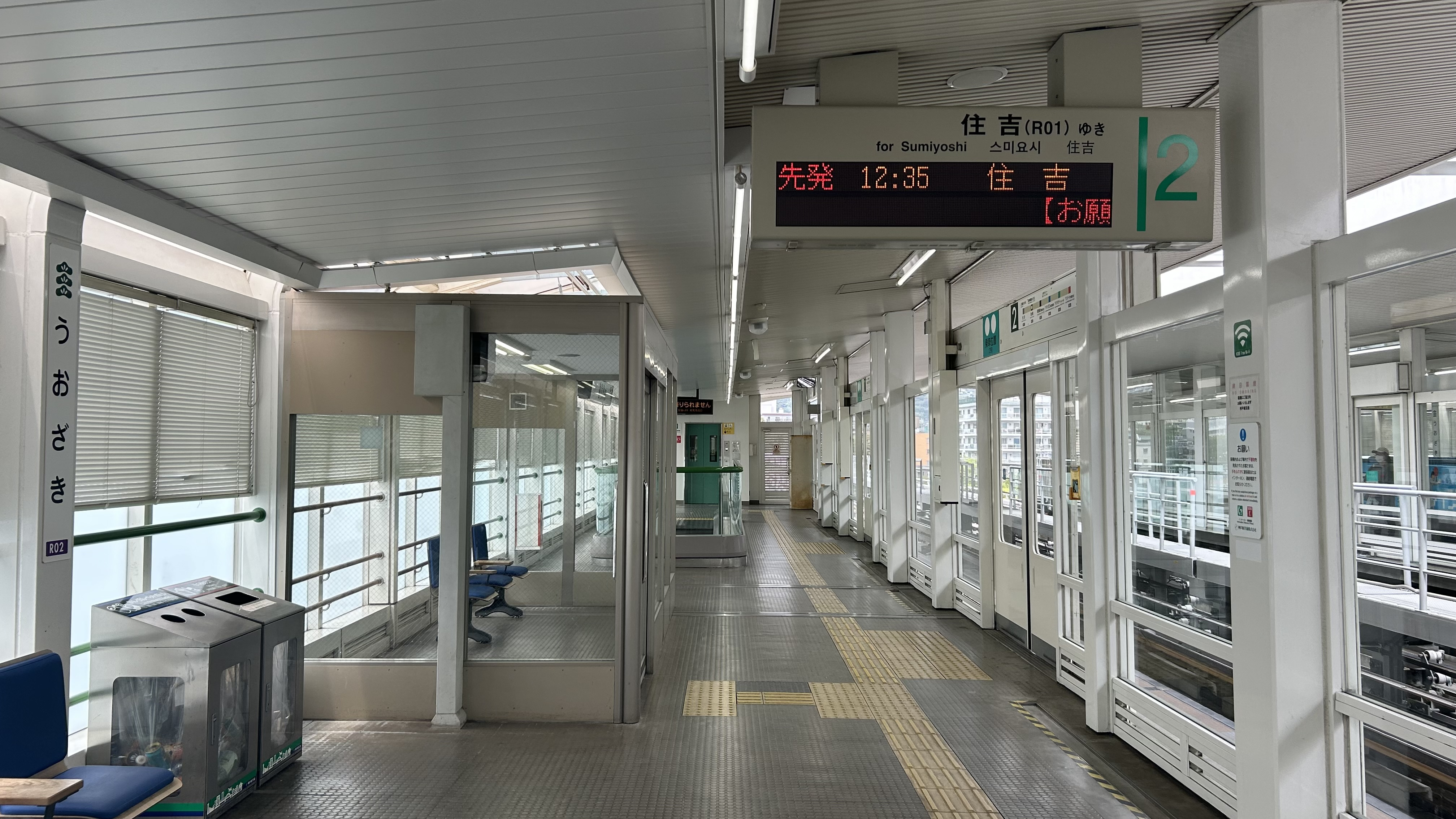
2번선 승강장
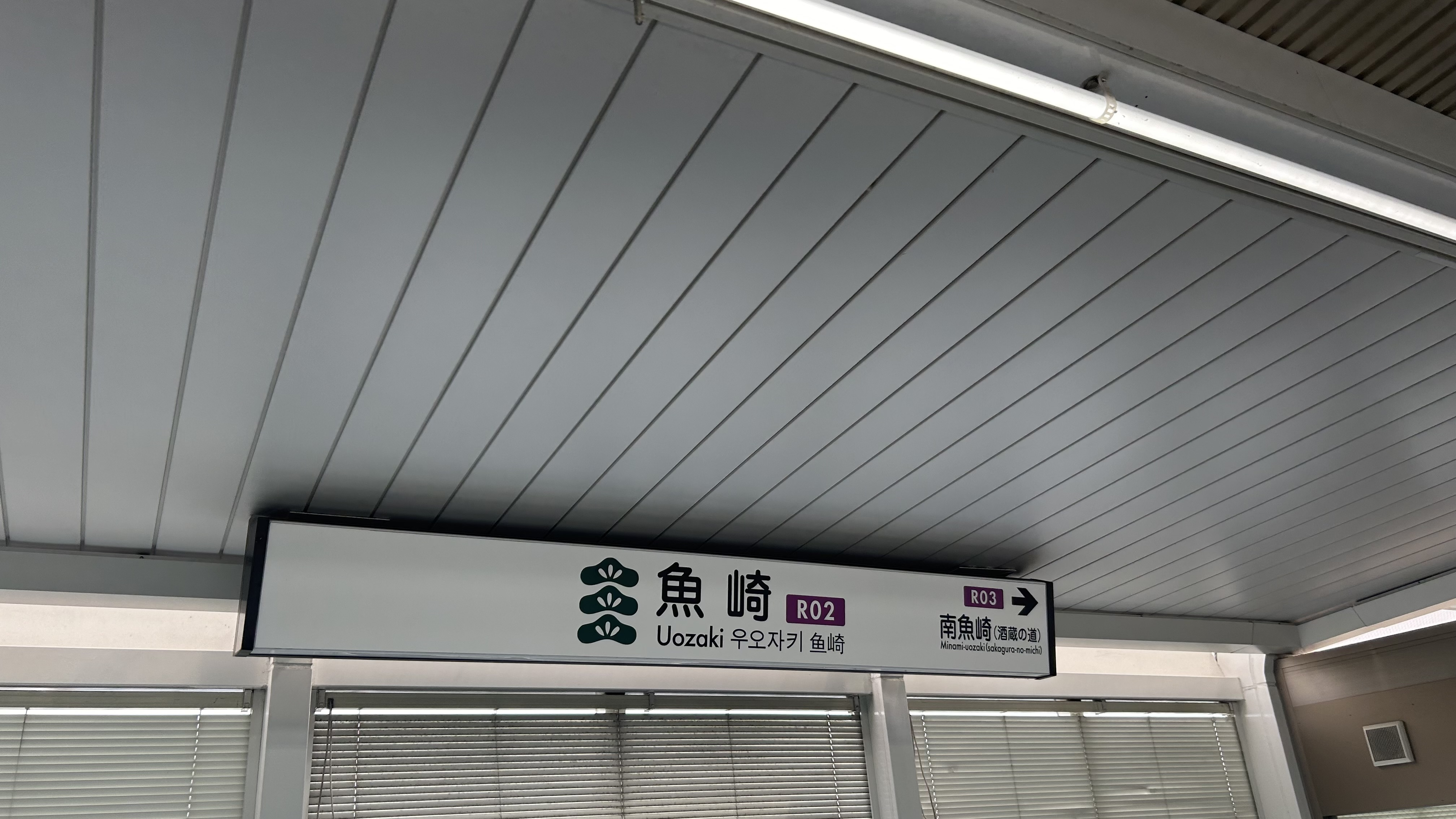
역명 표

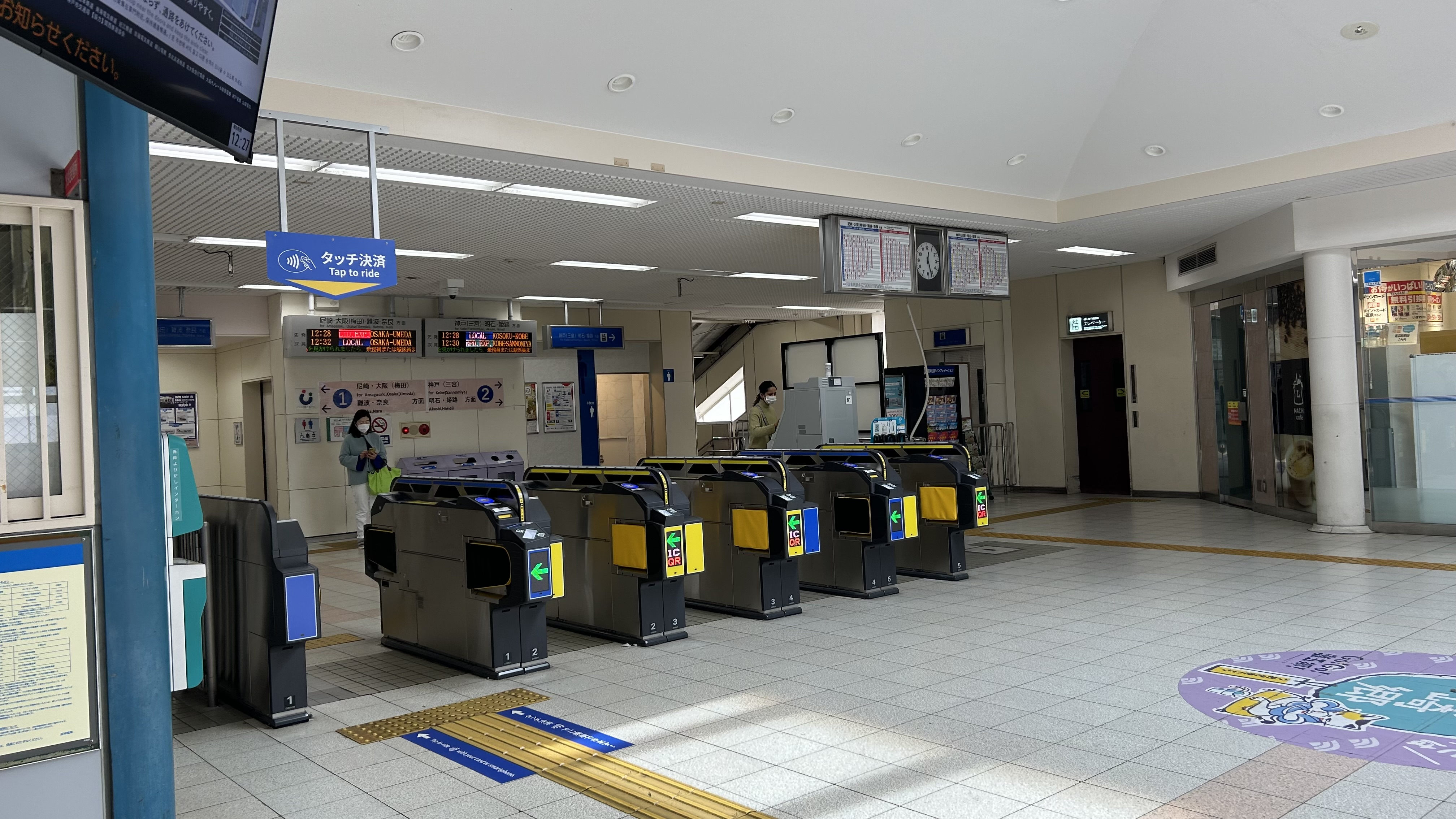
개찰구

### 역사
- 1905년 4월 12일: 영업 개시
- 1990년 5월: 역사 개축.
- 1991년 4월 7일: 저녁 시간에만 쾌속 급행이 정차하게 됨.
- 1994년 3월: 모든 쾌속 급행이 정차하게 됨.
- 1995년
  - 1월 17일: 한신・아와지 대지진 피해를 입고 운휴.
  - 2월 11일: 아오키 ~ 미카게 역 구간의 복구에 따라 영업 재개.
  - 6월 26일: 전 노선의 복구가 되고, 구간 특급이 정차하게 됨.
- 1998년 2월 15일: 낮 시간대만 특급이 정차하게 됨(이때 설정된 직통특급은 통과).
- 2001년 3월 10일: 직통 특급과 특급이 종일 정차로 구간 특급과 쾌속 급행 정차는 취소됨.
- 2009년 3월 20일: 쾌속 급행을 다시 종일 정차되고 동시에 산노미야 ~ 아오키 역 구간의 구간특급의 운행과 산노미야 ~ 니시노미야 역 구간의 급행 운전이 취소된 관계로 본 역을 정차하는 모든 영업 열차의 정차역이 됨. 또한, 한신 고시엔 구장에서 프로 야구 경기 후 등에 부정기적으로 운행되는 임시 급행도 정차하게 됨.
- 2014년 4월 1일: 역 번호 도입.
- 2016년 3월 19일: 구간특급의 시발역 및 하행 특급 종착역이 미카게 역으로 연장된 데 따라 구간특급과 급행이 정차하게 됨.

### 인접역
| 한신 전기철도 ■ 본선         | 한신 전기철도 ■ 본선                              | 한신 전기철도 ■ 본선                           |
| ---------------------------- | ------------------------------------------------- | ---------------------------------------------- |
| HS 20 아시야 우메다 방면     | ■ 직통특급 ■ 특급 ■ 급행(급행은 미카게 행만 운행) | 미카게 HS 25 미카게・스마우라코엔・히메지 방면 |
| HS 20 아시야 긴테쓰나라 방면 | ■ 쾌속급행                                        | 고베산노미야 HS 32 고베산노미야・신카이치 방면 |
| HS 22 오기 우메다 방면       | ■ 구간특급(우메다 행만)                           | 미카게 HS 25 미카게 방면                       |
| HS 22 오기 우메다 방면       | ■ 보통                                            | 스미요시 HS 24 신카이치 방면                   |

## 고베 신교통
고베 신교통의 역은 히가시나다 구 우오자키니시마치 4초메에 상대식 승강장(롯코 라이너에서는 유일하게) 2면 2선의 고가역이다.
개찰구와 대합실은 2층, 승강장은 3층에 있다. 개찰구는 1개소만 있다. 한신 우오자키 역의 교상역으로 본 역의 2층은 개찰구 밖의 연결 통로로 직결되지만 100m 정도의 거리가 있다.

### 승강장
| 1 | ■ 롯코 라이너 | 마린 파크 방면 |
| 2 | ■ 롯코 라이너 | 스미요시 방면  |

- 1번선 승강장
- 2번선 승강장
- 역명 표

### 역사
- 1990년 2월 21일: 개업.
- 1995년
  - 1월 17일: 한신・아와지 대지진 피해를 입고 운휴.
  - 7월 20일: 우오자키 ~ 아일랜드 기타구치 역 구간 복구에 따라 영업 재개.
  - 8월 23일: 스미요시 ~ 우오자키 역 구간이 복구되어 롯코 라이너는 전 구간이 복구됨.

### 인접역
| 고베 신교통 ■ 롯코 아일랜드 선 (롯코 라이너) | 고베 신교통 ■ 롯코 아일랜드 선 (롯코 라이너) | 고베 신교통 ■ 롯코 아일랜드 선 (롯코 라이너) |
| -------------------------------------------- | -------------------------------------------- | -------------------------------------------- |
| R01 스미요시 스미요시 방면                   |                                              | 미나미우오자키 R03 마린 파크 방면            |

## 역 주변
- 스미요시 강 - 한신 역은 스미요시 강의 좌안(동쪽)에, 롯코 라이너의 역은 우안(서쪽)에 있는 연결 통로는 강을 건너는 육교이다. 또한, 고정 전화의 시내 번호의 경계가 되고 있으며, 좌안은 머리가 "4", 우안(롯코 아일랜드 포함)은 "8"이다.
- 스미요시카와 공원
- 고베 우오자키 우체국
- 우오자키 지역 복지 센터
- 히가시나다 구민 센터 작은 홀(회의실)
- 고베 시립 우오자키 초등학교
- 나다 중・고등학교
- 코프 미니 우오자키
- 도호 스토어 우오자키미나미점
- 코난 우오자키점
- 로열 홈 센터 히가시나다 우오자키점

## 사진

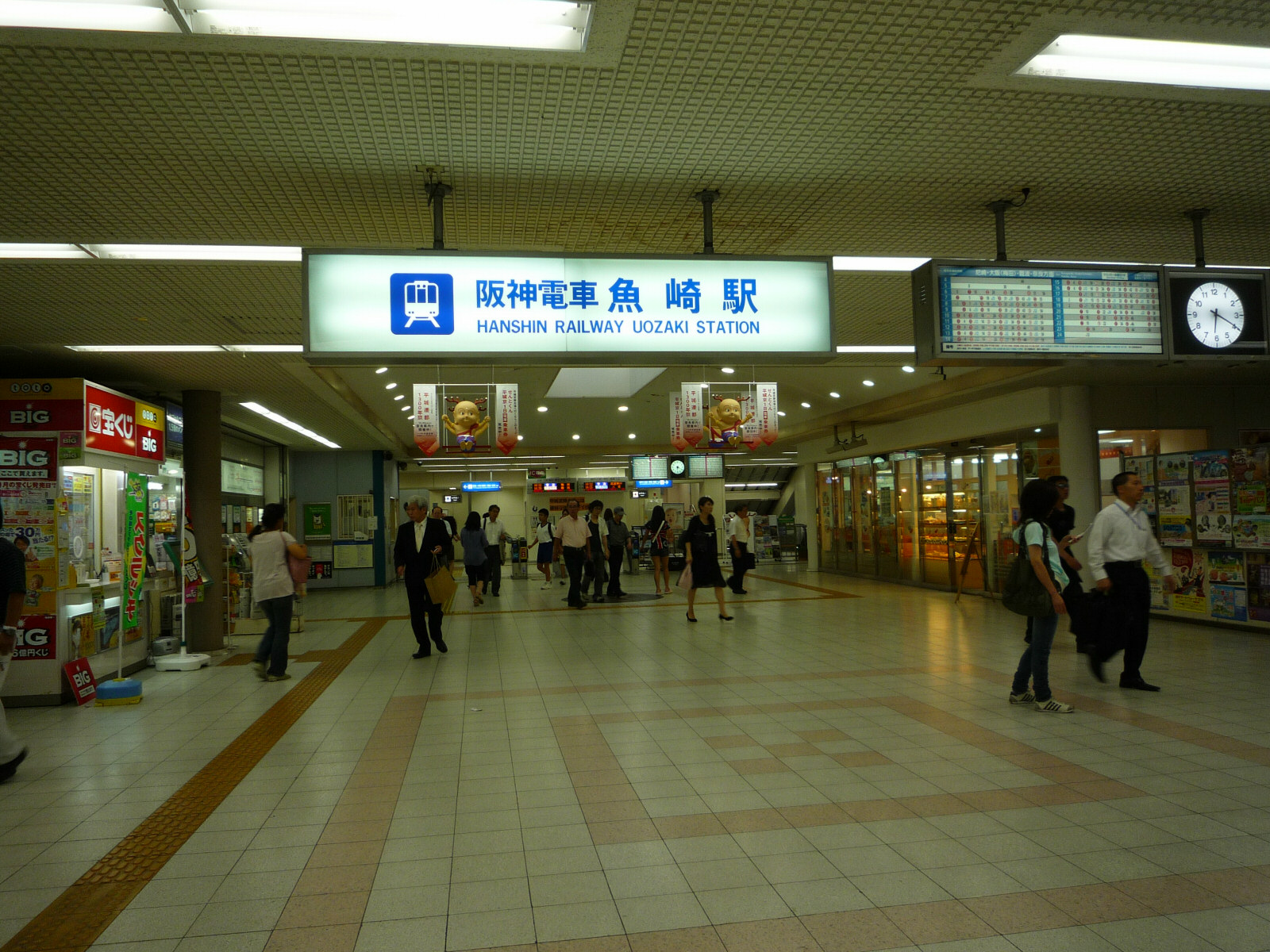
한신 역사 대합실
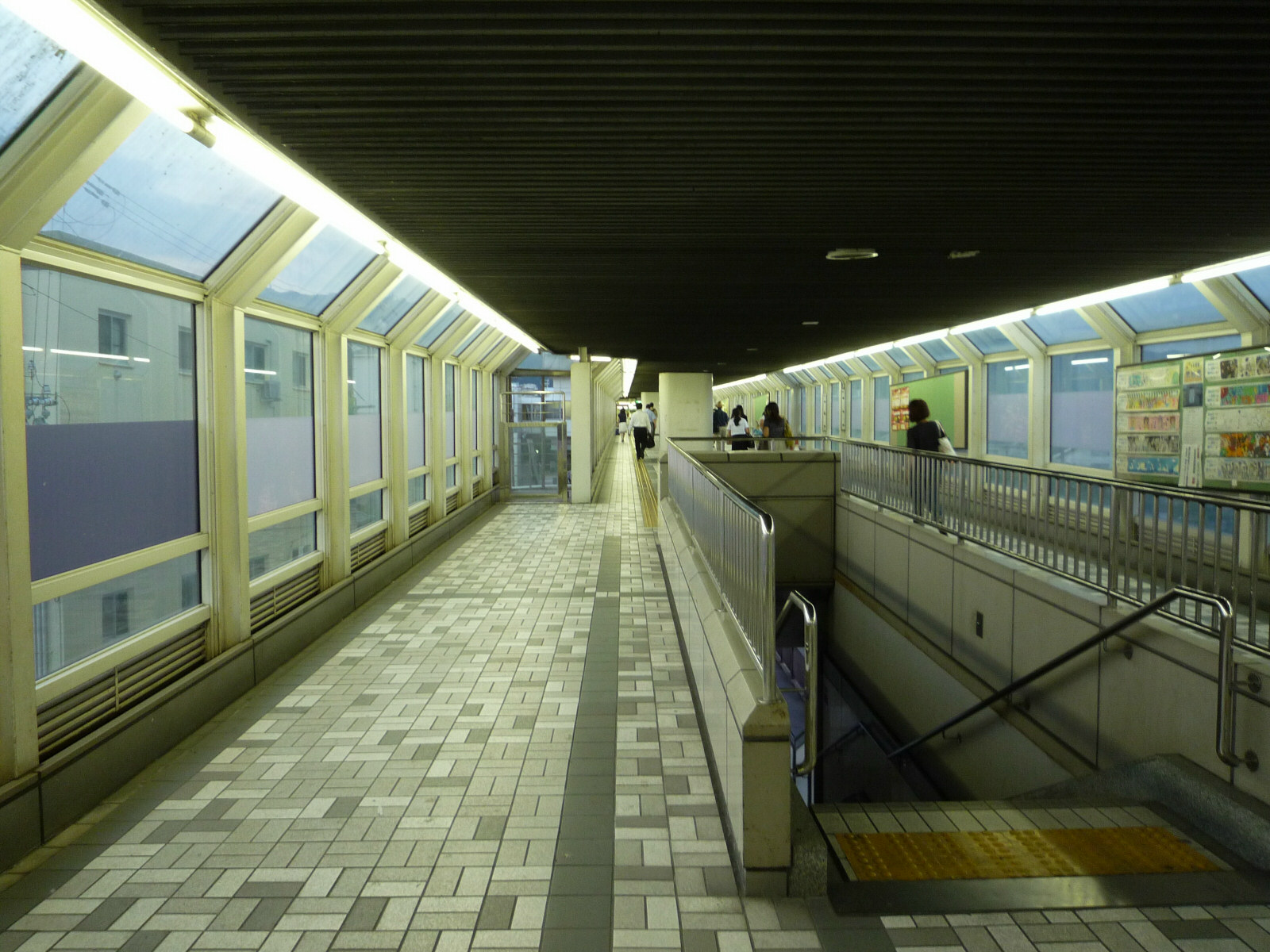
환승통로
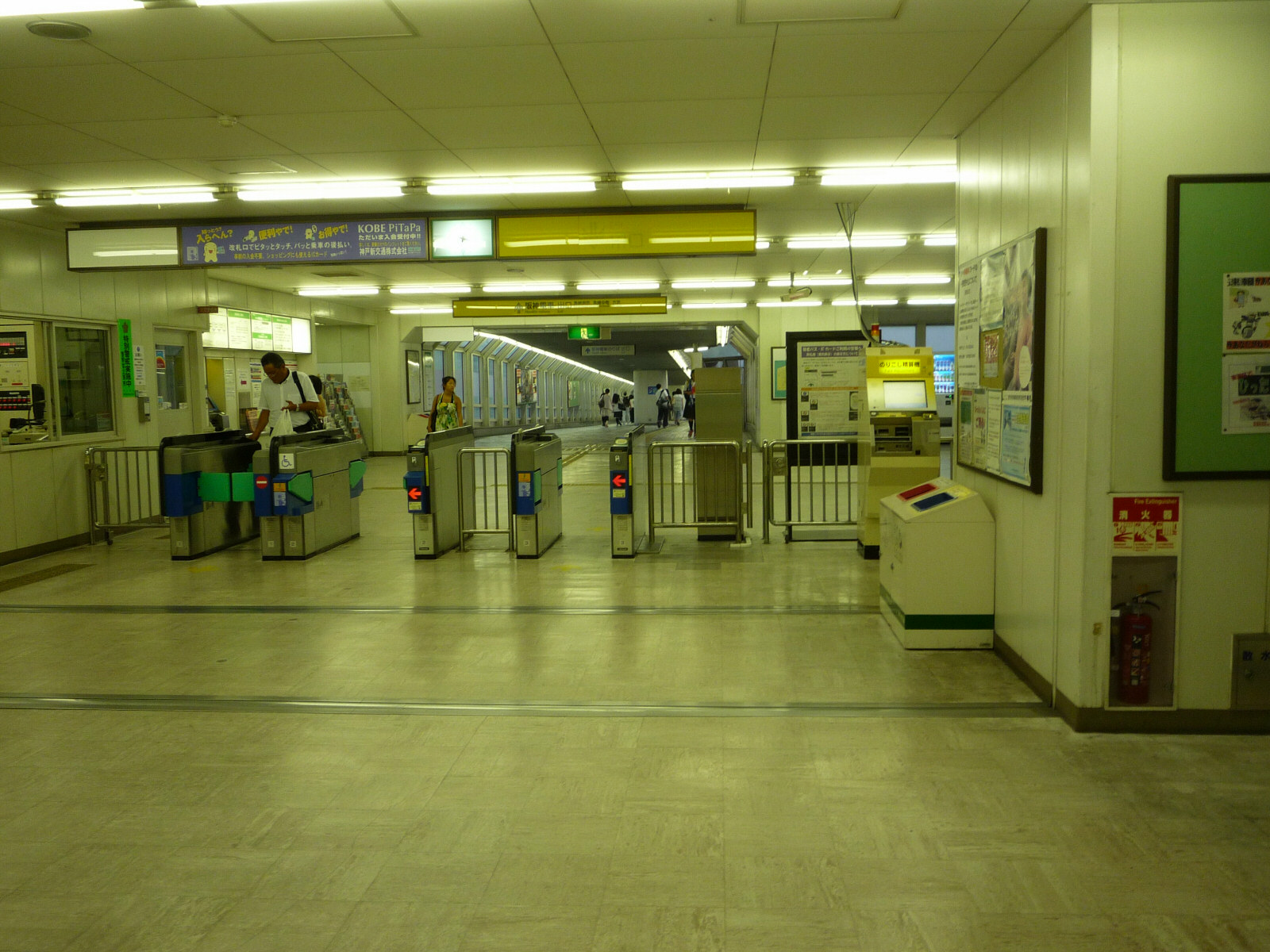
롯코 라이너 개찰구